# Igor Ustinov

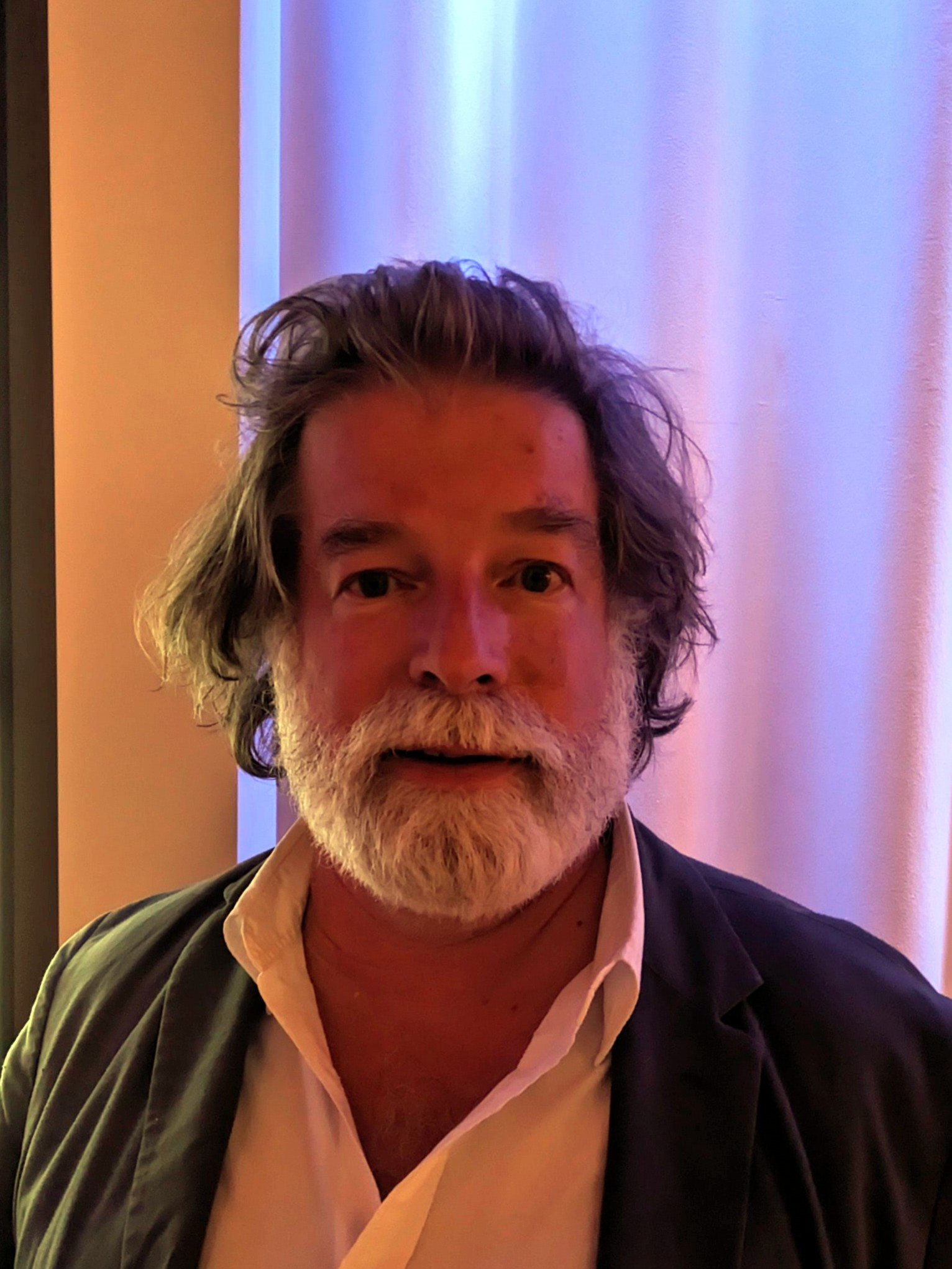
Igor Ustinov 2023

Igor Ustinov (* 30. April 1956 in London) ist ein französisch-schweizerischer Bildhauer, Biologe und Sänger.

## Leben

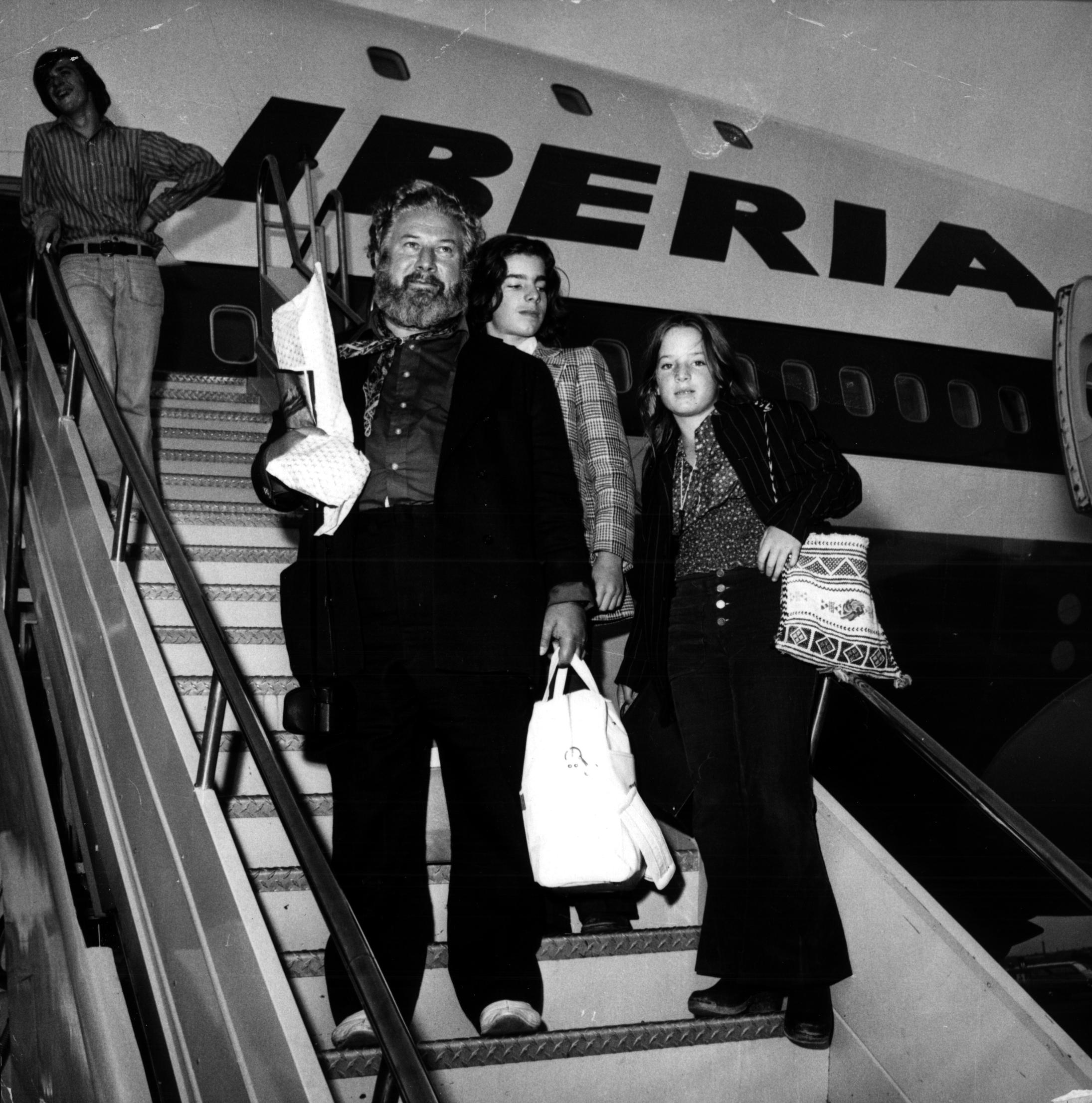
Igor Ustinov als Jugendlicher mit seinem Vater Peter Ustinov (1971)

Igor Ustinov ist ein Sohn von Peter Ustinov und dessen zweiter Ehefrau Suzanne Cloutier, einer kanadischen Schauspielerin. Die vielen Umzüge aufgrund des künstlerischen Wirkens seines Vaters sorgten dafür, dass Igor viele verschiedene Schulen in unterschiedlichen Ländern besuchte. Er studierte Kunst an der École nationale supérieure des beaux-arts in Paris, schloss ein Studium der Biologie 1979 mit dem M. P. O an der Universität Paris VII ab und studierte Gesang am Pariser Konservatorium. Der Schwerpunkt seines Schaffens liegt im Bereich der Bildhauerei. Er gehört dem Kuratorium der Peter Ustinov Stiftung an. Seit dem Tod seines Vaters ist er Vorsitzender des Stiftungsrats und trägt mit dem bekannten Namen zum Erhalt der Spendenorganisation bei. 
In Russland, damals noch in der Stadt Leningrad, wurde 1992 ein Benoît-Museum eröffnet – Benoît ist der Familienname seiner Großmutter, aus deren Familie mehr als 40 Künstler, Komponisten, Architekten oder Bühnenbildner hervorgegangen sind. In diesem Museum wurde ein Raum für Peter Ustinov und ein Raum für Skulpturen von Igor Ustinov eingerichtet.
Igor Ustinov ist seit 1986 verheiratet und hat eine Tochter und einen Enkel.

## Künstlerisches Credo
Die überwiegend aus Bronze hergestellten Skulpturen entstehen unter dem Aspekt des Lebens-Festes; sie sollen zu einer nie vergehenden Wirklichkeit gehören. Igor Ustinov formuliert seine künstlerischen Ziele wie folgt: „Ich will die Zeit in einem Kunstwerk anhalten“. 
Die meisten menschlichen Figuren sind von 20 cm bis 1,20 m groß und wiegen zwischen 20 und 60 Kilogramm. Er modelliert schlanke und schöne Körper, die seinem Ideal von einem unerschütterlichen Stolz und der Expression eines positiven Geistes entsprechen. 
Als weiteres Projekt strebt Ustinov eine Aktionskunst in Paris an. Seine Idee heißt Der Schatten des Eiffelturms. Dieser filigrane Schatten soll über die Seinebrücke Pont d’Iéna zum Palais de Chaillot auf die Straße gemalt werden. Es soll ein begehbares von Scheinwerfern beleuchtetes Kunstwerk werden. Die Aktion selbst ist als Happening gedacht: 100 fröhliche Maler tanzen vor Fernsehkameras mit Farbtöpfen und Pinseln zu der Arbeit einer Nacht.

## Einzelausstellungen (Auswahl)
| - 1981: Arts Expo – New York - 1981: Fundation Paul Ricard – Paris - 1982: Centre culturel Gralin – Nantes - 1982: Sonia Zannettacci Gallery – Genève - 1983: Beaux-Arts Museum – Nancy - 1984: Galerie Steinrötter – Münster - 1984: Kunsthalle Darmstadt - 1985: Étienne de Causans Galerie – Paris - 1985: Société Industrielle – Mulhouse - 1986: Etienne de Causans Galerie – Paris - 1987: Galerie Steinrötter – Münster - 1988: Eolia Galerie – Paris - 1989: Mairie du 3ème arrondissement – Paris - 1990: Museum Leython House – London - 1993: Museum Manoir of Cologny – Genève - 1994: Alternative Galerie – Montreux - 1995/1996: Félix Vercel Galerie – Paris - 1997: Beaux-Arts Galerie – Baths | - 1997: Museu Mãe d’Água – Lissabon - 1997: Christian Zeller Fine Art Gallery – Bern - 1997: Kunstgalerie Franck Pagès – Baden-Baden - 1998: Art international – St. Moritz - 1999: Adler-PiagetGalerie – Gstaad - 1999: Chalet Muri Galerie – Bern - 1999: Bodenschatz Galerie – Basel - 1999: UBS "Art Banking" – London - 2000: Sparda-Bank – Stuttgart - 2000: Museum de Palma "Casal Solléric" – Palma de Mallorca - 2001: Bodenschatz Galerie – Basel - 2001: Debelyme Galerie – Paris - 2002: Espace Marionnaud – Paris - 2002: Galerie Conrad – Frankfurt am Main - 2003: Galerie Grace Li – Zürich - 2008: Filmmuseum Düsseldorf - 2009: Galerie Steinrötter, Münster |

## Einzelwerke und andere öffentliche Aktionen (Auswahl)
- Open mind vor dem Hotel Seeburg in Luzern, als Hommage an seinen Vater, den „Weltbürger“ Sir Peter Ustinov[6]
- Man kann nur von der Ruhe träumen, ein Wirrwarr von Menschen in einem Raum
- Igor Ustinov trat 2011 als Schauspieler im Musiktheater im Revier (MiR) in der Kinderoper „Kater Moshe und der Ring des Königs“, Gelsenkirchen, auf.[7]